# Campeonato Cearense de Futebol da Segunda Divisão de 2017
O Campeonato Cearense de Futebol - Segunda Divisão de 2017 foi a 25ª edição do torneio, organizado pela Federação Cearense de Futebol. 
Em 17 de janeiro de 2017 a Federação Cearense de Futebol, em seu Conselho Técnico definiram os participantes do torneio.
Floresta, Iguatu e Maracanã são equipes remanescentes da competição do ano passado. Icasa e Quixadá foram rebaixados do Cearense Série A, enquanto Esporte Limoeiro e Tianguá ascenderam da Série C do Estadual. A outra novidade na Série B deste ano é a presença do Aliança. Mais tarde a equipe do Quixadá desistiu da competição.

## Regulamento
O Campeonato Cearense de Futebol de 2017 - Série B será disputada por 7 esquipes. Na primeira fase as 7 equipes se enfrentam em jogos de ida. As quatro melhores avançam para a semifinal Que terá dois jogos. As duas finalistas subirão para a Série A do Cearense em 2018 e descidem o título em jogo único. A equipe com pior campanha será rebaixada à Série C 2018. 
 
Os critérios para desempate em números de pontos são os seguintes, aplicados necessariamente na ordem em que aparecem: 

1. Maior número de vitórias; 

2. Melhor saldo de gols;

3. Maior número de gols pró;

4. Confronto direto (quando o empate for entre apenas duas equipes);

5. Sorteio.

## Classificação
|  | Classificados para a semifinal |
|  | Rebaixado                      |